# John Thomson (Schauspieler)

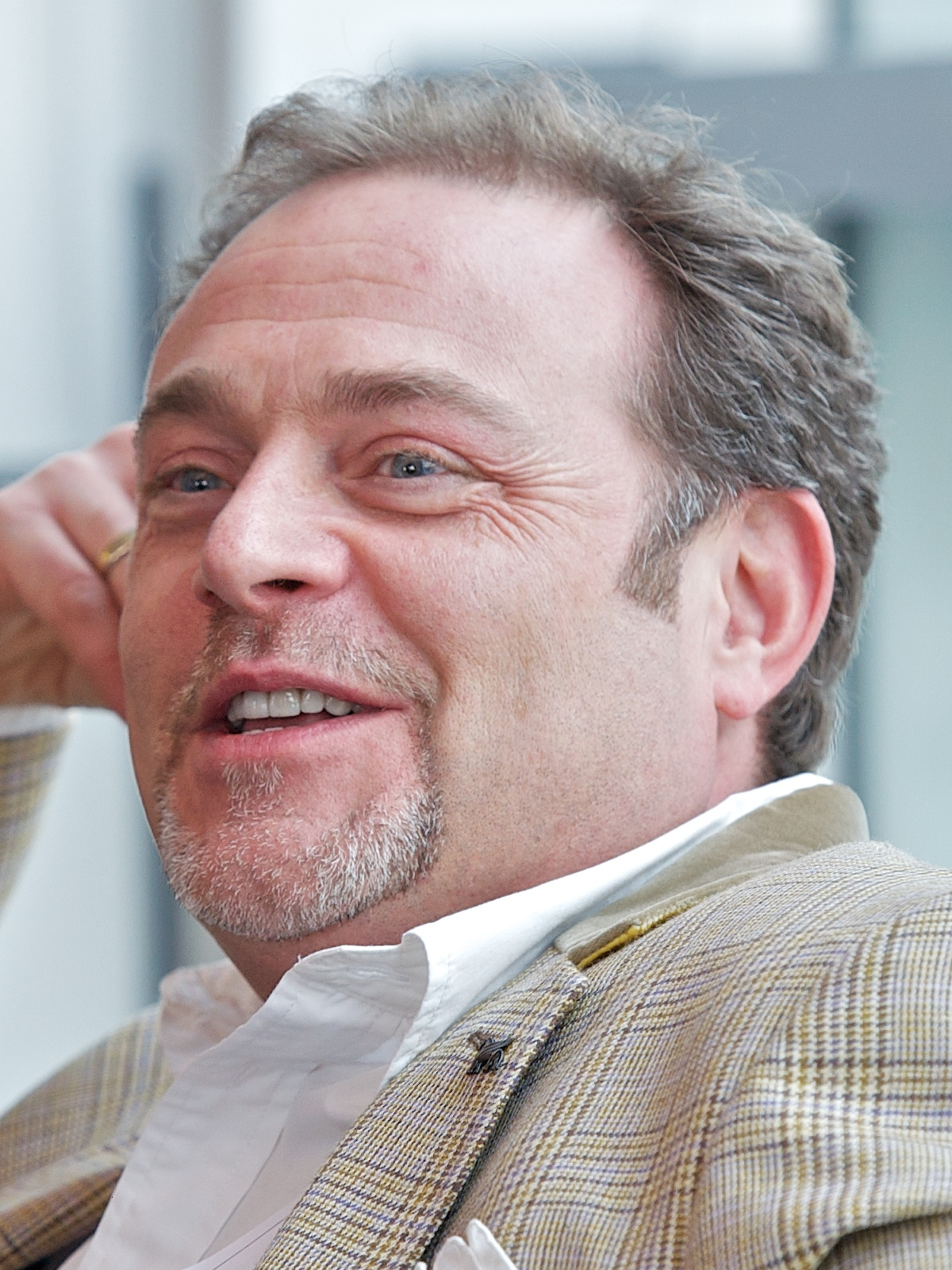
John Thomson

John Patrick Thomson (* 2. April 1969 in Salford, Lancashire, gebürtig Patrick Francis McAleer) ist ein britischer Schauspieler und Komiker.

## Leben
Seine leibliche Mutter Mary McAleer gab ihn wenige Wochen nach seiner Geburt zur Adoption frei. So wuchs er als Adoptivsohn von Andrew und Marita Thomson auf, die zu einer katholischen Familie der 'Catholic Children’s Rescue Society' gehörten. Er ging in Lancashire in die Schule und dann später auch in ein College. Dort bemerkte man, dass er ein Talent im Bereich der Comedy besaß.
Heute Thomson ist mit seiner langjährigen Freundin Samantha Sharp verheiratet, mit der er zwei Töchter hat.

## Karriere

### Komödie und Fernsehen
Nachdem Thomson das College erfolgreich abgeschlossen hatte, studierte er Drama an der Manchester Metropolitan University.
Während seines Studiums dort traf er Steve Coogan, welcher ihm einen Job in der Fernsehshow Spitting Image verschaffte. Seitdem ist er als aktiver Komiker und Schauspieler tätig und trat in vielen Fernsehshows und Serien auf, welche meistens von den britischen Sendern BBC und ITV produziert wurden. Daneben war er auch in einigen Filmen wie Das Handbuch des jungen Giftmischers, 24 Hour Party People und Tintenherz in Nebenrollen zu sehen.
1994 erschien Thomson in der BBC-Skizzenserie 'The Fast Show', die bis zu ihrem Ende im Jahr Bestand hatte. Thomson spielte denkwürdige Charaktere wie Chip Cobb, den gehörlosen Stuntman und Roger the Nouveau-Fußballfan.
1996 trat er neben Maureen Lipman als Bob Acres in The Rivals am Royal Exchange in Manchester auf.
2020 nahm Thomson als Bush Baby an der zweiten Staffel der britischen Version von The Masked Singer teil, in der er den achten von zwölf Plätzen belegte.

### Radio
Im Januar 2008 spielte Thomson Mike (Topaz) in der BBC Radio 4-Comedy-Dramaserie Pick Ups.

## Filmografie (Auswahl)
- 1990: Spitting Image
- 1994: The Fast Show
- 1994: Knowing Me, Knowing You...with Alan Partridge
- 1995: Das Handbuch des jungen Giftmischers
- 1996: Men Behaving Badly
- 1997: Agent Null Null Nix (The Man Who Knew Too Little)
- 1998: Cold Feet
- 1998: Up’n’Under
- 2001: Bill and Ben
- 2002: 24 Hour Party People
- 2004: Blackpool
- 2005: Wallace & Gromit: Auf der Jagd nach dem Riesenkaninchen
- 2005: John Thomson’s RedHoTPoker
- 2008: Tintenherz
- 2009: Big Top
- 2011: Death in Paradise
- 2015: Casualty (Fernsehserie, 1 Folge)
- 2021: Inspector Barnaby (Midsomer Murders, Fernsehserie, 1 Folge)
- 2021: McDonald & Dodds (Fernsehserie, 1 Folge)